# Lake View (Teksas)
Lake View – jednostka osadnicza w Stanach Zjednoczonych, w stanie Teksas, w hrabstwie Val Verde.